# Aerosucre
A Aerosucre é uma empresa aérea de carga, cuja base principal encontra-se em Bogotá, Colombia. Iniciou suas operações em 1969, fundada pelo empresário Álvaro Vergara Fernández em Sincelejo no antigo aeroporto de «San Lorenzo», com aeronaves Piper PA-32 e voos diários para Barranquilla e Cartagena.
Atualmente opera serviços regulares de carga nacionais e internacionais, ao centro do continente sul americano e pelas ilhas do Caribe. Presta também serviços de voo charter a Mitú e Inírida de maneira regular, operando uma aeronave Boeing 737-200C. Seu hub principal é o Aeroporto Internacional El Dorado em Bogotá.

## Frota
A Aerosucre possui as seguintes aeronaves (atualizado em 20 de dezembro de 2016)1:
| Aeronave        | Quantidade | Pedidos | Notas                                        |
| --------------- | ---------- | ------- | -------------------------------------------- |
| Boeing 737-200C | 1          | 0       | HK-5026                                      |
| Boeing 727-200F | 3          | 0       | 1 Boeing acabou acidentado em Puerto Carreño |

## Acidentes e incidentes
Um avião Douglas DC-6BF, HK-3511X, que fazia a rota Bogotá-Barranquilla, transportava jornais e 17 passageiros que haviam sido cobrados pela passagem, apesar de a companhia aérea e a aeronave não estarem autorizadas para transportar passageiros. Durante a aproximação fizeram uma tentativa de pouso fracassada e na segunda tentativa bateram em árvores e no solo a menos de 2 km da pista. Dois mortos e 20 feridos deixaram o acidente. No total 25 pessoas estavam indo, mas a empresa afirmou na época que apenas 8 passageiros e 3 tripulantes estavam indo.
No dia 25 de junho de 1997, um Boeing 727-100F, prefixo HK-1717, varou pela pista 31L do Aeroporto Internacional El Dorado, logo após ter abortado a decolagem. Todos os ocupantes ficaram ilesos, mas a aeronave ficou totalmente destruída.
No dia 17 de agosto de 2006 o HK-3985 sofreu uma falha no trem de pouso durante a decolagem da cabeceira 31R do Aeroporto Internacional El Dorado, causando danos em sua asa esquerda. A aeronave teve perda total e foi desmanchada.
Em 18 de novembro de 2006, houve um acidente nas proximidades de Leticia, Colombia. A aeronave estava em aproximação final quando se chocou contra uma antena de transmissão de sinal. O nevoeiro e a baixa visibilidade prevaleciam no momento do acidente. A aeronave era um Boeing 727-100F. Os cinco membros da tripulação morreram logo após o acidente.
No dia 20 de dezembro de 2016, um Boeing 727-200, matrícula HK-4544, caiu a 5 milhas náuticas (8 km) após a decolagem do Aeroporto Germán Olano em Puerto Carreño. No acidente, cinco tripulantes faleceram e um sobreviveu. A causa da queda foi o excesso de peso durante a decolagem.